# Alexandre Auffray
Pour les articles homonymes, voir Auffray.
Alexandre Auffray, né à Saint-Nazaire le 14 mai 1869 et mort à Paris 14e le 18 juillet 1942, est un peintre français.

## Biographie
Élève de Léon Bonnat, Jean-Paul Laurens et Benjamin Constant, il expose au Salon d'automne en 1928 et au Salon des Tuileries des natures mortes et des vues de Cahors. 
On lui doit aussi des scènes de genre et des paysages. En 1909, il est invité à Buenos Aires pour y décorer les murs du musée d'art.